# The Frozen Autumn

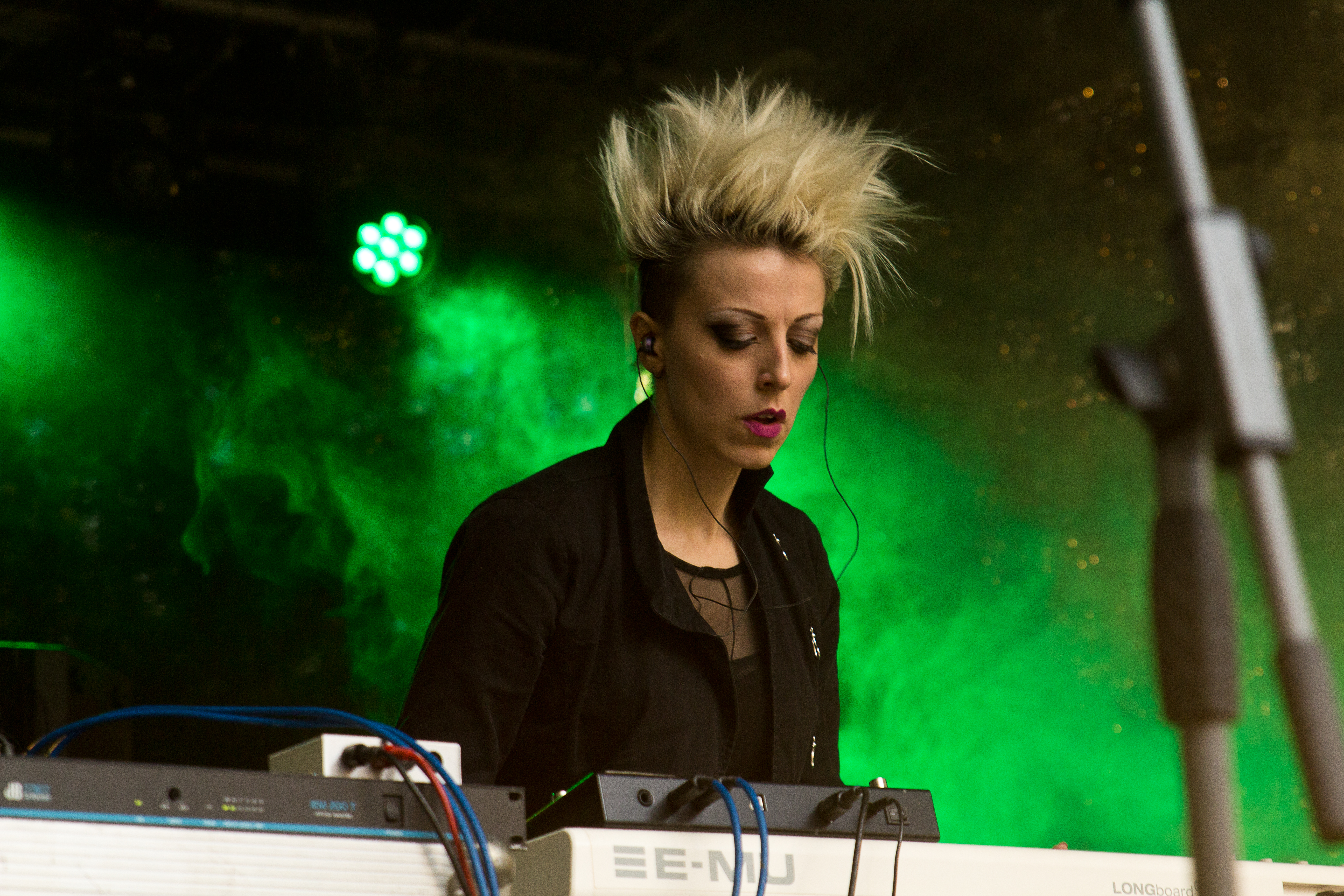
Froxeanne auf dem Nocturnal Culture Night Festival 2016

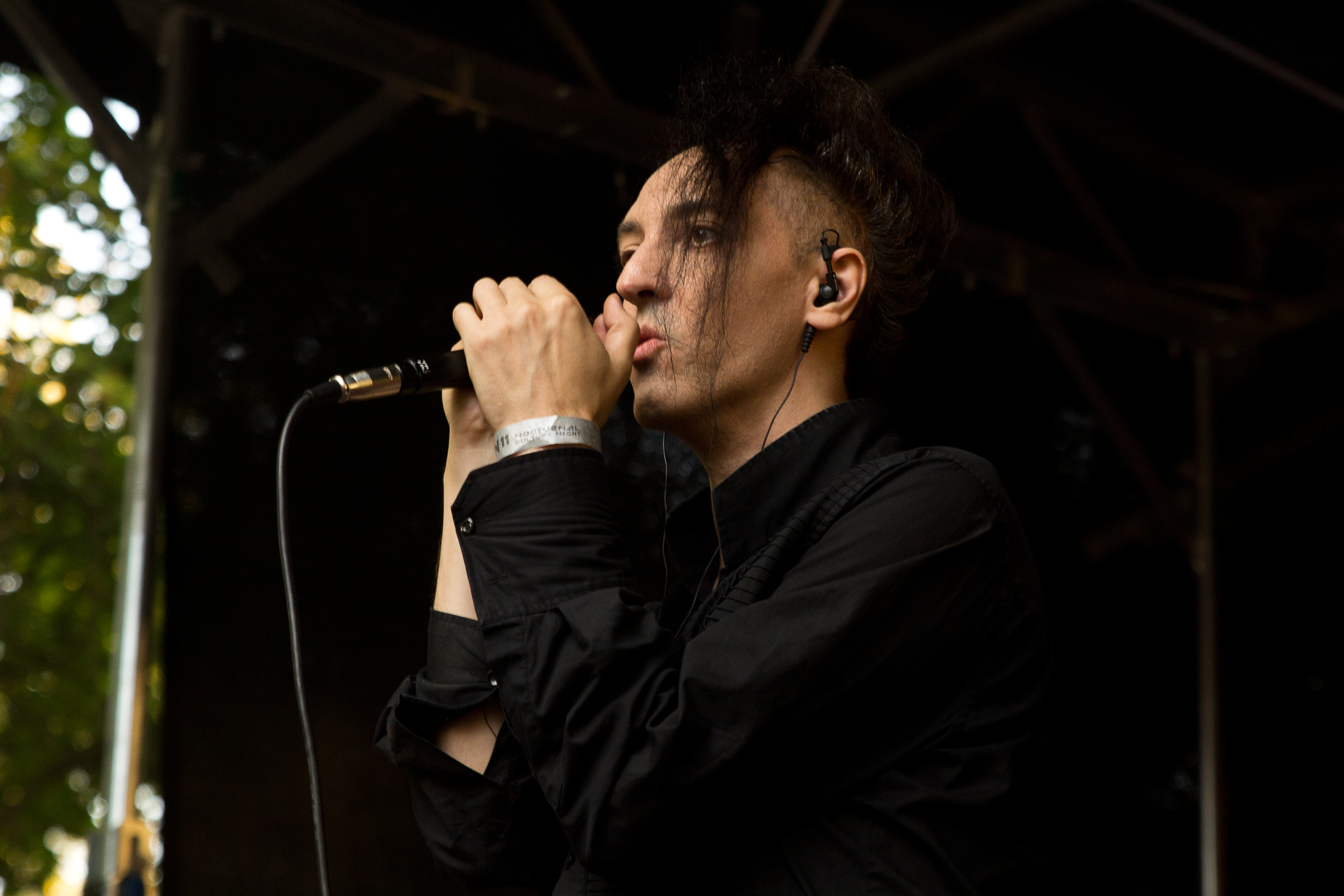
Diego Merletto auf dem Nocturnal Culture Night Festival 2016

The Frozen Autumn ist eine italienische Electro-Wave-Band, die 1993 von Diego Merletto ins Leben gerufen wurde und den Sound der 1980er Jahre mithilfe moderner Technik fortsetzt.

## Geschichte
Am Anfang gründete Diego in Turin The Frozen Autumn als ein Soloprojekt, doch wenig später gesellte sich Claudio Brosio als Gitarrist dazu. 1994 erschien das erste Demotape „Oblivion“.
Das erste Album „Pale Awakening“ erschien 1995 bei dem deutschen Label Weißer Herbst. Nach einigen Konzerten und positiven Rezensionen der Fachpresse wurde The Frozen Autumn begeistert von der europäischen Wave- und Gothic-Szene angenommen. Eine dunkle, vom Weltschmerz singende Gesangsstimme und ruhig harmonische Keyboard-Melodien zeugten vom typischen 1980er Wave-Sound. Speziell in dem Titel „This Time (80s Song)“ wird deutlich, wie sehr das Duo die musikalische Vielfalt der 1980er zu bewahren versucht.
Bei dem italienischen Label Eibon Records erschien zwei Jahre später „Fragments of Memories“. Dieses Album konnte die Bekanntheit innerhalb der Szene noch steigern.
1998 gründete Diego zusammen mit Arianna das Projekt Static Movement, das sich stilistisch nicht sonderlich von The Frozen Autumn unterscheidet, mit der Ausnahme, dass nur elektronische Instrumente zur Klangerzeugung genutzt wurden. Das Album „Visionary Landscapes“ von Static Movement erschien ebenfalls bei dem Label Eibon Records.
Im Juni 2000 erschien eine Neuauflage des Albums „Pale Awakening“ unter dem Namen „The Pale Collection“. The Frozen Autumn war nun wieder ein Soloprojekt von Diego.
Das dritte Album erschien Ende April 2002. Mittlerweile war Arianna von Static Movement die zweite Person der Gruppe. „Emotional Screening Device“ konnte noch einmal die Popularität von The Frozen Autumn innerhalb der schwarzen Szene steigern. Musikalisch bietet es weiterhin den Sound der 1980er, allerdings wurde Arianna gesanglich stärker an dem Projekt beteiligt. Der Titel „Wintertag“ fiel ein wenig auf, da er komplett in deutscher Sprache gesungen wurde. Im September 2002 erschien zudem die Single „There’s No Tomorrow“ von Clan of Xymox auf der auch ein Remix des Titels von The Frozen Autumn zu hören ist.
2003 verließen The Frozen Autumn Eibon Records und kamen 2005 zum Clan-of-Xymox-Label Pandaimonium. Im selben Jahr veröffentlichten sie das Album „Is Anybody There?“.

## Diskografie
- Oblivion (1994) – Demo
- Pale Awakening (1995)
- Fragments of Memories (1997)
- Visionary Landscapes (1999) – Diegos und Ariannas Nebenprojekt, Static Movement.
- The Pale Collection (2000) – Neuauflage von Pale Awakening enthält einen Remix von This Time.
- Emotional Screening Device (2002)
- Is Anybody There? (2005)
- Rallentears (2010) – 10" Single
- Chirality (2011)
- Lie in Wait (2014) – 12" EP
- The Fellow Traveller (2017)
- The Shape of Things to Come (2023)